# مهدی سلیمان
مهدی سلیمان (عربی: المهدي سليمان؛ زادهٔ ۳۰ نوامبر ۱۹۸۶) یک ورزشکار اهل مصر است.